# Ligia novae-zealandiae
Ligia novae-zealandiae är en kräftdjursart som beskrevs av James Dwight Dana 1853. Ligia novae-zealandiae ingår i släktet Ligia och familjen gisselgråsuggor.

## Underarter
Arten delas in i följande underarter:
- L. n. novae-zealandiae
- L. n. litigiosa